# Élections départementales de 2021 dans le Calvados
Les élections départementales dans le Calvados ont lieu les 20 et 27 juin 2021.

## Contexte départemental

### Assemblée départementale sortante
Avant les élections, le conseil départemental du Calvados était présidé par Jean-Léonce Dupont (LC). Il a été réélu à cette fonction le 1er juillet 2021 lors de la session d'installation de la nouvelle assemblée départementale. 
Le conseil départemental du Calvados compte 50 conseillers départementaux issus des 25 cantons du Calvados. 
| Président du Conseil départemental   |       |       |      |                                         |
| Jean-Léonce Dupont (LC)              |       |       |      |                                         |
| Parti                                | Sigle | Sigle | Élus | Groupes                                 |
| Majorité (40 sièges)                 |       |       |      |                                         |
| Divers droite                        |       | DVD   | 15   | Majoritaire, centristes et indépendants |
| Union des démocrates et indépendants |       | UDI   | 4    | Majoritaire, centristes et indépendants |
| Les Centristes                       |       | LC    | 2    | Majoritaire, centristes et indépendants |
| Mouvement démocrate                  |       | MoDem | 2    | Majoritaire, centristes et indépendants |
| Les Républicains                     |       | LR    | 12   | Républicains et apparentés              |
| Parti radical de gauche              |       | PRG   | 3    | Démocrate, Républicain et Progressiste  |
| La République en marche              |       | LREM  | 2    | Démocrate, Républicain et Progressiste  |
| Opposition (10 sièges)               |       |       |      |                                         |
| Parti socialiste                     |       | PS    | 8    | Parti socialiste                        |
| Divers gauche                        |       | DVG   | 2    | Parti socialiste                        |

## Système électoral
Les élections ont lieu au scrutin majoritaire binominal à deux tours. Le système est paritaire : les candidatures sont présentées sous la forme d'un binôme composé d'une femme et d'un homme avec leurs suppléants (une femme et un homme également).
Pour être élu au premier tour, un binôme doit obtenir la majorité absolue des suffrages exprimés et un nombre de suffrages au moins égal à 25 % des électeurs inscrits. Si aucun binôme n'est élu au premier tour, seuls peuvent se présenter au second tour les binômes qui ont obtenu un nombre de suffrages au moins égal à 12,5 % des électeurs inscrits, sans possibilité pour les binômes de fusionner. Est élu au second tour le binôme qui obtient le plus grand nombre de voix.

## Résultats à l'échelle du département

### Résultats par nuances
Les nuances utilisées par le ministère de l'Intérieur ne tiennent pas compte des alliances locales.
| Binômes                  | Binômes                             | Binômes                  | Premier tour | Premier tour | Premier tour | Second tour | Second tour   | Second tour | Total | +/-           |  |
| Binômes                  | Binômes                             | Binômes                  | Voix         | %            | Sièges       | Voix        | %             | Sièges      | Total | +/-           |  |
| ------------------------ | ----------------------------------- | ------------------------ | ------------ | ------------ | ------------ | ----------- | ------------- | ----------- | ----- | ------------- |  |
|                          | Divers droite                       | DVD                      | 31 573       | 19,29        | 0            | 40 747      | 25,11         | 16          | 16    | en stagnation |  |
|                          | Rassemblement national              | RN                       | 24 472       | 14,95        | 0            | 5 095       | 3,14          | 0           | 0     | en stagnation |  |
|                          | Divers                              | DIV                      | 19 007       | 11,61        | 0            | 17 353      | 10,69         | 6           | 6     | 6             |  |
|                          | Union à gauche avec des écologistes | UGE                      | 17 780       | 10,86        | 0            | 21 983      | 13,54         | 4           | 4     | 4             |  |
|                          | Union à gauche                      | UG                       | 15 120       | 9,24         | 0            | 16 027      | 9,88          | 2           | 2     | 4             |  |
|                          | Divers centre                       | DVC                      | 14 325       | 8,75         | 0            | 19 262      | 11,87         | 8           | 8     | 8             |  |
|                          | Union au centre et à droite         | UCD                      | 12 605       | 7,70         | 0            | 13 864      | 8,54          | 6           | 6     | 6             |  |
|                          | Divers gauche                       | DVG                      | 11 638       | 7,11         | 0            | 11 140      | 6,86          | 2           | 2     | 2             |  |
|                          | Les Républicains                    | LR                       | 6 341        | 3,87         | 0            | 7 553       | 4,65          | 2           | 2     | en stagnation |  |
|                          | Union à droite                      | UD                       | 2 955        | 1,81         | 0            | 3 684       | 2,27          | 2           | 2     | 10            |  |
|                          | Union au centre et à gauche         | UCG                      | 2 631        | 1,61         | 0            | 3 236       | 1,99          | 0           | 0     | en stagnation |  |
|                          | Parti socialiste                    | SOC                      | 2 198        | 1,34         | 0            | 2 341       | 1,44          | 2           | 2     | 2             |  |
|                          | Écologistes                         | ECO                      | 1 429        | 0,87         | 0            |             |               |             | 0     | en stagnation |  |
|                          | La France insoumise                 | FI                       | 1 042        | 0,64         | 0            | 0           | en stagnation |             |       |               |  |
|                          | Extrême droite                      | EXD                      | 283          | 0,17         | 0            | 0           | en stagnation |             |       |               |  |
|                          | Parti communiste français           | COM                      | 249          | 0,15         | 0            | 0           | en stagnation |             |       |               |  |
|                          |                                     |                          |              |              |              |             |               |             |       |               |  |
| Suffrages exprimés       | Suffrages exprimés                  | Suffrages exprimés       | 163 654      | 95,15        |              | 162 285     | 93,40         |             |       |               |  |
| Votes blancs             | Votes blancs                        | Votes blancs             | 5 318        | 3,09         | 7 523        | 4,33        |               |             |       |               |  |
| Votes nuls               | Votes nuls                          | Votes nuls               | 3 022        | 1,76         | 3 939        | 2,27        |               |             |       |               |  |
| Total                    | Total                               | Total                    | 171 994      | 100          | 0            | 173 747     | 100           | 50          | 50    | en stagnation |  |
| Abstentions              | Abstentions                         | Abstentions              | 329 294      | 65,69        |              | 327 677     | 65,35         |             |       |               |  |
| Inscrits / participation | Inscrits / participation            | Inscrits / participation | 501 288      | 34,31        | 501 424      | 34,65       |               |             |       |               |  |

### Assemblée départementale élue
| Président du Conseil départemental   |       |       |      |                                               |
| Jean-Léonce Dupont (LC)              |       |       |      |                                               |
| Parti                                | Sigle | Sigle | Élus | Groupes                                       |
| Majorité (40 sièges)                 |       |       |      |                                               |
| Divers droite                        |       | DVD   | 18   | Centristes et indépendants                    |
| Union des démocrates et indépendants |       | UDI   | 3    | Centristes et indépendants                    |
| Les Centristes                       |       | LC    | 1    | Centristes et indépendants                    |
| Divers gauche                        |       | DVG   | 1    | Centristes et indépendants                    |
| Les Républicains                     |       | LR    | 9    | Républicains et apparentés                    |
| Divers droite                        |       | DVD   | 3    | Républicains et apparentés                    |
| Divers gauche                        |       | DVG   | 3    | Démocrates et progressistes                   |
| La République en marche              |       | LREM  | 1    | Démocrates et progressistes                   |
| Parti radical de gauche              |       | PRG   | 1    | Démocrates et progressistes                   |
| Opposition (10 sièges)               |       |       |      |                                               |
| Parti socialiste                     |       | PS    | 4    | Rassemblement de la gauche et des écologistes |
| Divers gauche                        |       | DVG   | 3    | Rassemblement de la gauche et des écologistes |
| Europe Écologie Les Verts            |       | EÉLV  | 2    | Rassemblement de la gauche et des écologistes |
| Parti communiste français            |       | PCF   | 1    | Rassemblement de la gauche et des écologistes |

### Élus par canton
La majorité sortante se maintient malgré la perte du canton d'Hérouville-Saint-Clair par le gain du canton de Troarn. La gauche confirme son ancrage à Caen en représentant trois cantons sur cinq.
| Canton                 | Conseiller sortant       | Parti | Parti | Conseiller élu            | Parti | Parti |
| ---------------------- | ------------------------ | ----- | ----- | ------------------------- | ----- | ----- |
| Bayeux                 | Jean-Léonce Dupont       |       | LC    | Jean-Léonce Dupont        |       | LC    |
| Bayeux                 | Mélanie Lepoultier       |       | DVD   | Mélanie Lepoultier        |       | DVD   |
| Cabourg                | Emmanuel Porcq           |       | LR    | Emmanuel Porcq            |       | LR    |
| Cabourg                | Béatrice Guillaume       |       | LR    | Béatrice Guillaume        |       | LR    |
| Caen-1                 | Sonia de La Provôté      |       | LC    | Sophie Simmonet           |       | DVD   |
| Caen-1                 | Ludwig Willaume          |       | LR    | Ludwig Willaume           |       | LR    |
| Caen-2                 | Patrick Jeannenez        |       | LR    | Patrick Jeannenez         |       | LR    |
| Caen-2                 | Stéphanie Yon-Courtin    |       | LREM  | Marie-Christine Quertier  |       | DVD   |
| Caen-3                 | Salyha Achouchi          |       | PS    | Salyha Achouchi           |       | PS    |
| Caen-3                 | Antoine Casini           |       | DVG   | Antoine Casini            |       | DVG   |
| Caen-4                 | Gilles Déterville        |       | PS    | Francis Joly              |       | EÉLV  |
| Caen-4                 | Corinne Féret            |       | PS    | Martine Kerkelen          |       | PS    |
| Caen-5                 | Jézabel Sueur            |       | PS    | Alexandra Beljoudi        |       | EÉLV  |
| Caen-5                 | Éric Vève                |       | PS    | Eric Vève                 |       | PS    |
| Condé-en-Normandie     | Valérie Desquesne        |       | DVD   | Valérie Desquesne         |       | DVD   |
| Condé-en-Normandie     | Michel Roca              |       | DVD   | Régis Deliquaire          |       | DVD   |
| Courseulles-sur-Mer    | Christine Durand         |       | LR    | Carole Frugère            |       | DVD   |
| Courseulles-sur-Mer    | Cédric Nouvelot          |       | LR    | Cédric Nouvelot           |       | LR    |
| Évrecy                 | Florence Boulay          |       | PRG   | Florence Boulay           |       | PRG   |
| Évrecy                 | Marc Bourbon             |       | PS    | Dominique Rose            |       | DVG   |
| Falaise                | Clara Dewaële-Canouel    |       | UDI   | Clara Dewaële-Canouel     |       | UDI   |
| Falaise                | Claude Leteurtre         |       | UDI   | Jean-Yves Heurtin         |       | DVD   |
| Hérouville-Saint-Clair | Erwann Bernet            |       | MoDem | Steve Lechangeur          |       | DVG   |
| Hérouville-Saint-Clair | Sylviane Lepoittevin     |       | MoDem | Elise Casseto-Gadrat      |       | DVG   |
| Le Hom                 | Paul Chandelier          |       | DVD   | Bruno François            |       | DVD   |
| Le Hom                 | Sylvie Jacq              |       | DVD   | Sylvie Jacq               |       | DVD   |
| Honfleur-Deauville     | Michel Lamarre           |       | DVD   | Michel Lamarre            |       | DVD   |
| Honfleur-Deauville     | Colette Nouvel-Rousselot |       | DVD   | Colette Nouvel-Rousselot  |       | DVD   |
| Ifs                    | Édith Guillot            |       | PS    | Edith Heuzé               |       | PS    |
| Ifs                    | Bertrand Havard          |       | DVG   | Joël Jeanne               |       | PCF   |
| Lisieux                | Bernard Aubril           |       | DVD   | Sébastien Leclerc         |       | LR    |
| Lisieux                | Angélique Périni         |       | DVD   | Angélique Périni          |       | DVD   |
| Livarot-Pays-d'Auge    | Sébastien Leclerc        |       | LR    | Olivier Anfry             |       | DVD   |
| Livarot-Pays-d'Auge    | Véronique Maymaud        |       | DVD   | Vanessa Bonhomme Duchemin |       | DVD   |
| Mézidon Vallée d'Auge  | Xavier Charles           |       | UDI   | Xavier Charles            |       | UDI   |
| Mézidon Vallée d'Auge  | Virginie Le Dressay      |       | DVD   | Alexandra Marivingt       |       | DVD   |
| Les Monts d'Aunay      | Christian Hauret         |       | DVD   | Christian Hauret          |       | DVD   |
| Les Monts d'Aunay      | Sylvie Lenourrichel      |       | DVD   | Sylvie Lenourrichel       |       | DVD   |
| Ouistreham             | Michel Fricout           |       | LR    | Michel Fricout            |       | LR    |
| Ouistreham             | Claire Trouvé            |       | LR    | Christine Even            |       | DVD   |
| Pont-l'Évêque          | Hubert Courseaux         |       | DVD   | Hubert Courseaux          |       | DVD   |
| Pont-l'Évêque          | Audrey Gadenne           |       | UDI   | Audrey Gadenne            |       | UDI   |
| Thue et Mue            | Philippe Laurent         |       | LR    | Philippe Laurent          |       | LR    |
| Thue et Mue            | Véronique Martinez       |       | LR    | Myriam Letellier          |       | DVD   |
| Trévières              | Patricia Gady-Duquesne   |       | DVD   | Patricia Gady-Duquesne    |       | DVD   |
| Trévières              | Patrick Thomines         |       | LR    | Patrick Thomines          |       | LR    |
| Troarn                 | Coralie Arruego          |       | PRG   | Angélique Lemière         |       | DVG   |
| Troarn                 | Christian Piélot         |       | PS    | Ludovic Robert            |       | DVG   |
| Vire Normandie         | Marc Andreu Sabater      |       | LREM  | Marc Andreu Sabater       |       | LREM  |
| Vire Normandie         | Reine Eude               |       | PRG   | Coralie Brison-Valognes   |       | DVG   |

## Résultats par canton
Les binômes sont présentés par ordre décroissant des résultats au premier tour. En cas de victoire au second tour du binôme arrivé en deuxième place au premier, ses résultats sont indiqués en gras. 

### Canton de Bayeux
| Candidats                | Candidats                | Partis                   | Nuance                   | Premier tour | Premier tour | Second tour | Second tour |
| Candidats                | Candidats                | Partis                   | Nuance                   | Voix         | %            | Voix        | %           |
| ------------------------ | ------------------------ | ------------------------ | ------------------------ | ------------ | ------------ | ----------- | ----------- |
|                          | Jean-Léonce Dupont       | LC                       | UCD                      | 4 506        | 58,11        | 5 177       | 69,22       |
|                          | Mélanie Lepoultier       | DVD                      | UCD                      | 4 506        | 58,11        | 5 177       | 69,22       |
|                          | Xavier Brunschvicg       | PS                       | UG                       | 1 854        | 23,91        | 2 302       | 30,78       |
|                          | Valérie Harel            | DVG                      | UG                       | 1 854        | 23,91        | 2 302       | 30,78       |
|                          | Bernard Crouzille        | RN                       | RN                       | 1 394        | 17,98        |             |             |
|                          | Valérie Dupont           | RN                       | RN                       | 1 394        | 17,98        |             |             |
|                          |                          |                          |                          |              |              |             |             |
| Suffrages exprimés       | Suffrages exprimés       | Suffrages exprimés       | Suffrages exprimés       | 7 754        | 95,92        | 7 479       | 93,82       |
| Votes blancs             | Votes blancs             | Votes blancs             | Votes blancs             | 216          | 2,67         | 320         | 4,01        |
| Votes nuls               | Votes nuls               | Votes nuls               | Votes nuls               | 114          | 1,41         | 173         | 2,17        |
| Total                    | Total                    | Total                    | Total                    | 8 084        | 100          | 7 972       | 100         |
| Abstention               | Abstention               | Abstention               | Abstention               | 14 668       | 64,47        | 14 785      | 64,97       |
| Inscrits / participation | Inscrits / participation | Inscrits / participation | Inscrits / participation | 22 752       | 35,53        | 22 757      | 35,03       |

### Canton de Cabourg
| Candidats                | Candidats                | Partis                   | Nuance                   | Premier tour | Premier tour | Second tour | Second tour |
| Candidats                | Candidats                | Partis                   | Nuance                   | Voix         | %            | Voix        | %           |
| ------------------------ | ------------------------ | ------------------------ | ------------------------ | ------------ | ------------ | ----------- | ----------- |
|                          | Béatrice Guillaume       | LR                       | LR                       | 3 872        | 43,90        | 5 043       | 56,33       |
|                          | Emmanuel Porcq           | LR                       | LR                       | 3 872        | 43,90        | 5 043       | 56,33       |
|                          | Pauline Madelaine        | PS                       | UG                       | 3 317        | 37,60        | 3 910       | 43,67       |
|                          | Pierre Mouraret          | PCF                      | UG                       | 3 317        | 37,60        | 3 910       | 43,67       |
|                          | Patrick Beloncle         | RN                       | RN                       | 1 632        | 18,50        |             |             |
|                          | Laurence Renaudin        | RN                       | RN                       | 1 632        | 18,50        |             |             |
|                          |                          |                          |                          |              |              |             |             |
| Suffrages exprimés       | Suffrages exprimés       | Suffrages exprimés       | Suffrages exprimés       | 8 821        | 96,23        | 8 953       | 94,68       |
| Votes blancs             | Votes blancs             | Votes blancs             | Votes blancs             | 223          | 2,43         | 364         | 3,85        |
| Votes nuls               | Votes nuls               | Votes nuls               | Votes nuls               | 123          | 1,34         | 139         | 1,47        |
| Total                    | Total                    | Total                    | Total                    | 9 167        | 100          | 9 456       | 100         |
| Abstention               | Abstention               | Abstention               | Abstention               | 15 872       | 63,39        | 15 577      | 62,23       |
| Inscrits / participation | Inscrits / participation | Inscrits / participation | Inscrits / participation | 25 039       | 36,61        | 25 033      | 37,77       |

### Canton de Caen-1
| Candidats                | Candidats                | Partis                   | Nuance                   | Premier tour | Premier tour | Second tour | Second tour |
| Candidats                | Candidats                | Partis                   | Nuance                   | Voix         | %            | Voix        | %           |
| ------------------------ | ------------------------ | ------------------------ | ------------------------ | ------------ | ------------ | ----------- | ----------- |
|                          | Sophie Simonnet          | DVD                      | UCD                      | 3 434        | 52,12        | 3 752       | 52,93       |
|                          | Ludwig Willaume          | LR                       | UCD                      | 3 434        | 52,12        | 3 752       | 52,93       |
|                          | Alexandra Duhamel        | DVG                      | UG                       | 3 155        | 47,88        | 3 336       | 47,07       |
|                          | Thibaut Le Gal           | G.s                      | UG                       | 3 155        | 47,88        | 3 336       | 47,07       |
|                          |                          |                          |                          |              |              |             |             |
| Suffrages exprimés       | Suffrages exprimés       | Suffrages exprimés       | Suffrages exprimés       | 6 589        | 95,07        | 7 088       | 95,99       |
| Votes blancs             | Votes blancs             | Votes blancs             | Votes blancs             | 205          | 2,96         | 194         | 2,63        |
| Votes nuls               | Votes nuls               | Votes nuls               | Votes nuls               | 137          | 1,98         | 102         | 1,38        |
| Total                    | Total                    | Total                    | Total                    | 6 931        | 100          | 7 384       | 100         |
| Abstention               | Abstention               | Abstention               | Abstention               | 11 922       | 63,24        | 11 470      | 60,84       |
| Inscrits / participation | Inscrits / participation | Inscrits / participation | Inscrits / participation | 18 853       | 36,76        | 18 854      | 39,16       |

### Canton de Caen-2
| Candidats                | Candidats                | Partis                   | Nuance                   | Premier tour | Premier tour | Second tour | Second tour |
| Candidats                | Candidats                | Partis                   | Nuance                   | Voix         | %            | Voix        | %           |
| ------------------------ | ------------------------ | ------------------------ | ------------------------ | ------------ | ------------ | ----------- | ----------- |
|                          | Patrick Jeannenez        | LR                       | UCD                      | 3 051        | 52,01        | 3 270       | 52,87       |
|                          | Marie-Christine Quertier | DVD                      | UCD                      | 3 051        | 52,01        | 3 270       | 52,87       |
|                          | Marie-Jeanne Gobert      | PCF                      | UG                       | 2 815        | 47,99        | 2 915       | 47,13       |
|                          | Jeff Soubien             | PS                       | UG                       | 2 815        | 47,99        | 2 915       | 47,13       |
|                          |                          |                          |                          |              |              |             |             |
| Suffrages exprimés       | Suffrages exprimés       | Suffrages exprimés       | Suffrages exprimés       | 5 866        | 92,92        | 6 185       | 94,72       |
| Votes blancs             | Votes blancs             | Votes blancs             | Votes blancs             | 303          | 4,80         | 211         | 3,23        |
| Votes nuls               | Votes nuls               | Votes nuls               | Votes nuls               | 144          | 2,28         | 134         | 2,05        |
| Total                    | Total                    | Total                    | Total                    | 6 313        | 100          | 6 530       | 100         |
| Abstention               | Abstention               | Abstention               | Abstention               | 12 368       | 66,21        | 12 154      | 65,05       |
| Inscrits / participation | Inscrits / participation | Inscrits / participation | Inscrits / participation | 18 681       | 33,79        | 18 684      | 34,95       |

### Canton de Caen-3
| Candidats                | Candidats                | Partis                   | Nuance                   | Premier tour | Premier tour | Second tour | Second tour |
| Candidats                | Candidats                | Partis                   | Nuance                   | Voix         | %            | Voix        | %           |
| ------------------------ | ------------------------ | ------------------------ | ------------------------ | ------------ | ------------ | ----------- | ----------- |
|                          | Salyha Achouchi          | PS                       | SOC                      | 2 198        | 57,66        | 2 341       | 58,44       |
|                          | Antoine Casini           | DVG                      | SOC                      | 2 198        | 57,66        | 2 341       | 58,44       |
|                          | Pascal Pimont            | LR                       | UCD                      | 1 614        | 42,34        | 1 665       | 41,56       |
|                          | Anne Raffin              | UDI                      | UCD                      | 1 614        | 42,34        | 1 665       | 41,56       |
|                          |                          |                          |                          |              |              |             |             |
| Suffrages exprimés       | Suffrages exprimés       | Suffrages exprimés       | Suffrages exprimés       | 3 812        | 95,30        | 4 006       | 95,98       |
| Votes blancs             | Votes blancs             | Votes blancs             | Votes blancs             | 130          | 3,25         | 105         | 2,52        |
| Votes nuls               | Votes nuls               | Votes nuls               | Votes nuls               | 58           | 1,45         | 63          | 1,51        |
| Total                    | Total                    | Total                    | Total                    | 4 000        | 100          | 4 174       | 100         |
| Abstention               | Abstention               | Abstention               | Abstention               | 7 780        | 66,04        | 7 606       | 64,57       |
| Inscrits / participation | Inscrits / participation | Inscrits / participation | Inscrits / participation | 11 780       | 33,96        | 11 780      | 35,43       |

### Canton de Caen-4
| Candidats                | Candidats                | Partis                   | Nuance                   | Premier tour | Premier tour | Second tour | Second tour |
| Candidats                | Candidats                | Partis                   | Nuance                   | Voix         | %            | Voix        | %           |
| ------------------------ | ------------------------ | ------------------------ | ------------------------ | ------------ | ------------ | ----------- | ----------- |
|                          | Francis Joly             | EÉLV                     | UGE                      | 1 954        | 49,52        | 2 459       | 61,43       |
|                          | Martine Kerguelen        | PS                       | UGE                      | 1 954        | 49,52        | 2 459       | 61,43       |
|                          | Cécile Cottenceau        | LREM                     | DVD                      | 1 451        | 36,77        | 1 544       | 38,57       |
|                          | Théophile Kanza          | DVD                      | DVD                      | 1 451        | 36,77        | 1 544       | 38,57       |
|                          | Emma Fourreau            | LFI                      | FI                       | 541          | 13,71        |             |             |
|                          | Philippe Velten          | LFI                      | FI                       | 541          | 13,71        |             |             |
|                          |                          |                          |                          |              |              |             |             |
| Suffrages exprimés       | Suffrages exprimés       | Suffrages exprimés       | Suffrages exprimés       | 3 946        | 94,40        | 4 003       | 94,45       |
| Votes blancs             | Votes blancs             | Votes blancs             | Votes blancs             | 160          | 3,83         | 149         | 3,52        |
| Votes nuls               | Votes nuls               | Votes nuls               | Votes nuls               | 74           | 1,77         | 86          | 2,03        |
| Total                    | Total                    | Total                    | Total                    | 4 180        | 100          | 4 238       | 100         |
| Abstention               | Abstention               | Abstention               | Abstention               | 9 222        | 68,81        | 9 161       | 68,37       |
| Inscrits / participation | Inscrits / participation | Inscrits / participation | Inscrits / participation | 13 402       | 31,19        | 13 399      | 31,63       |

### Canton de Caen-5
| Candidats                | Candidats                | Partis                   | Nuance                   | Premier tour | Premier tour | Second tour | Second tour |
| Candidats                | Candidats                | Partis                   | Nuance                   | Voix         | %            | Voix        | %           |
| ------------------------ | ------------------------ | ------------------------ | ------------------------ | ------------ | ------------ | ----------- | ----------- |
|                          | Alexandra Beldjoudi      | EÉLV                     | UGE                      | 2 963        | 54,55        | 3 093       | 55,20       |
|                          | Éric Vève                | PS                       | UGE                      | 2 963        | 54,55        | 3 093       | 55,20       |
|                          | Gabin Maugard            | LR                       | LR                       | 2 469        | 45,45        | 2 510       | 44,80       |
|                          | Émilie Rochefort         | LR                       | LR                       | 2 469        | 45,45        | 2 510       | 44,80       |
|                          |                          |                          |                          |              |              |             |             |
| Suffrages exprimés       | Suffrages exprimés       | Suffrages exprimés       | Suffrages exprimés       | 5 432        | 93,69        | 5 603       | 95,45       |
| Votes blancs             | Votes blancs             | Votes blancs             | Votes blancs             | 216          | 3,73         | 129         | 2,20        |
| Votes nuls               | Votes nuls               | Votes nuls               | Votes nuls               | 150          | 2,59         | 138         | 2,35        |
| Total                    | Total                    | Total                    | Total                    | 5 798        | 100          | 5 870       | 100         |
| Abstention               | Abstention               | Abstention               | Abstention               | 10 961       | 65,40        | 10 887      | 64,97       |
| Inscrits / participation | Inscrits / participation | Inscrits / participation | Inscrits / participation | 16 759       | 34,60        | 16 757      | 35,03       |

### Canton de Condé-en-Normandie
| Candidats                | Candidats                | Partis                   | Nuance                   | Premier tour | Premier tour | Second tour | Second tour |
| Candidats                | Candidats                | Partis                   | Nuance                   | Voix         | %            | Voix        | %           |
| ------------------------ | ------------------------ | ------------------------ | ------------------------ | ------------ | ------------ | ----------- | ----------- |
|                          | Régis Deliquaire         | DVD                      | DIV                      | 2 042        | 40,86        | 2 905       | 62,23       |
|                          | Valérie Desquesne        | DVD                      | DIV                      | 2 042        | 40,86        | 2 905       | 62,23       |
|                          | Frédéric Brogniart       | DVD                      | DIV                      | 1 184        | 23,69        | 1 763       | 37,77       |
|                          | Frédérique Cloteau       | DVD                      | DIV                      | 1 184        | 23,69        | 1 763       | 37,77       |
|                          | Claude Contastin         | RN                       | RN                       | 939          | 18,79        |             |             |
|                          | Fabien Larrouture        | RN                       | RN                       | 939          | 18,79        |             |             |
|                          | Colin Delautre           | G.s                      | DVG                      | 832          | 16,65        |             |             |
|                          | Céline Fallot-Déal       | DVG                      | DVG                      | 832          | 16,65        |             |             |
|                          |                          |                          |                          |              |              |             |             |
| Suffrages exprimés       | Suffrages exprimés       | Suffrages exprimés       | Suffrages exprimés       | 4 997        | 93,44        | 4 668       | 88,18       |
| Votes blancs             | Votes blancs             | Votes blancs             | Votes blancs             | 206          | 3,85         | 421         | 7,95        |
| Votes nuls               | Votes nuls               | Votes nuls               | Votes nuls               | 145          | 2,71         | 205         | 3,87        |
| Total                    | Total                    | Total                    | Total                    | 5 348        | 100          | 5 294       | 100         |
| Abstention               | Abstention               | Abstention               | Abstention               | 11 717       | 68,66        | 11 770      | 68,98       |
| Inscrits / participation | Inscrits / participation | Inscrits / participation | Inscrits / participation | 17 065       | 31,34        | 17 064      | 31,02       |

### Canton de Courseulles-sur-Mer
| Candidats                | Candidats                | Partis                   | Nuance                   | Premier tour | Premier tour | Second tour | Second tour |
| Candidats                | Candidats                | Partis                   | Nuance                   | Voix         | %            | Voix        | %           |
| ------------------------ | ------------------------ | ------------------------ | ------------------------ | ------------ | ------------ | ----------- | ----------- |
|                          | Carole Frugère           | DVD                      | DVD                      | 4 419        | 48,52        | 5 755       | 64,78       |
|                          | Cédric Nouvelot          | LR                       | DVD                      | 4 419        | 48,52        | 5 755       | 64,78       |
|                          | Philippe Chotteau        | DVG                      | DVG                      | 2 652        | 29,12        | 3 129       | 35,22       |
|                          | Brigitte Watrin          | DVG                      | DVG                      | 2 652        | 29,12        | 3 129       | 35,22       |
|                          | Yvan Bambini             | RN                       | RN                       | 1 434        | 15,75        |             |             |
|                          | Laurence Freeman         | RN                       | RN                       | 1 434        | 15,75        |             |             |
|                          | Jean-François Collard    | DIV                      | DIV                      | 602          | 6,61         |             |             |
|                          | Elsa Joly-Malhomme       | DIV                      | DIV                      | 602          | 6,61         |             |             |
|                          |                          |                          |                          |              |              |             |             |
| Suffrages exprimés       | Suffrages exprimés       | Suffrages exprimés       | Suffrages exprimés       | 9 107        | 96,79        | 8 884       | 94,87       |
| Votes blancs             | Votes blancs             | Votes blancs             | Votes blancs             | 202          | 2,15         | 347         | 3,71        |
| Votes nuls               | Votes nuls               | Votes nuls               | Votes nuls               | 100          | 1,06         | 133         | 1,42        |
| Total                    | Total                    | Total                    | Total                    | 9 409        | 100          | 9 364       | 100         |
| Abstention               | Abstention               | Abstention               | Abstention               | 15 148       | 61,69        | 15 192      | 61,87       |
| Inscrits / participation | Inscrits / participation | Inscrits / participation | Inscrits / participation | 24 557       | 38,31        | 24 556      | 38,13       |

### Canton d'Évrecy
| Candidats                | Candidats                | Partis                   | Nuance                   | Premier tour | Premier tour | Second tour | Second tour |
| Candidats                | Candidats                | Partis                   | Nuance                   | Voix         | %            | Voix        | %           |
| ------------------------ | ------------------------ | ------------------------ | ------------------------ | ------------ | ------------ | ----------- | ----------- |
|                          | Florence Boulay          | PRG                      | DIV                      | 3 472        | 40,77        | 4 519       | 54,10       |
|                          | Dominique Rose           | DVG                      | DIV                      | 3 472        | 40,77        | 4 519       | 54,10       |
|                          | Marc Bourbon             | PS                       | UGE                      | 3 416        | 40,11        | 3 834       | 45,90       |
|                          | Véronique Collet         | EÉLV                     | UGE                      | 3 416        | 40,11        | 3 834       | 45,90       |
|                          | Nicolle Follin           | RN                       | RN                       | 1 345        | 15,79        |             |             |
|                          | Jacques Leriche          | RN                       | RN                       | 1 345        | 15,79        |             |             |
|                          | Christine Renouf         | LP                       | EXD                      | 283          | 3,32         |             |             |
|                          | Nicolas Vermeulen        | LP                       | EXD                      | 283          | 3,32         |             |             |
|                          |                          |                          |                          |              |              |             |             |
| Suffrages exprimés       | Suffrages exprimés       | Suffrages exprimés       | Suffrages exprimés       | 8 516        | 95,20        | 8 353       | 93,60       |
| Votes blancs             | Votes blancs             | Votes blancs             | Votes blancs             | 290          | 3,24         | 405         | 4,54        |
| Votes nuls               | Votes nuls               | Votes nuls               | Votes nuls               | 139          | 1,55         | 166         | 1,86        |
| Total                    | Total                    | Total                    | Total                    | 8 945        | 100          | 8 924       | 100         |
| Abstention               | Abstention               | Abstention               | Abstention               | 16 111       | 64,30        | 16 142      | 64,40       |
| Inscrits / participation | Inscrits / participation | Inscrits / participation | Inscrits / participation | 25 056       | 35,70        | 25 066      | 35,60       |

### Canton de Falaise
| Candidats                | Candidats                | Partis                   | Nuance                   | Premier tour | Premier tour | Second tour | Second tour |
| Candidats                | Candidats                | Partis                   | Nuance                   | Voix         | %            | Voix        | %           |
| ------------------------ | ------------------------ | ------------------------ | ------------------------ | ------------ | ------------ | ----------- | ----------- |
|                          | Clara Dewaële-Canouel    | UDI                      | DVC                      | 3 599        | 48,89        | 4 288       | 56,99       |
|                          | Jean-Yves Heurtin        | DVD                      | DVC                      | 3 599        | 48,89        | 4 288       | 56,99       |
|                          | Delphine Alleno          | DVG                      | UCG                      | 2 637        | 35,82        | 3 236       | 43,01       |
|                          | Hervé Maunoury           | DVG                      | UCG                      | 2 637        | 35,82        | 3 236       | 43,01       |
|                          | Hervé Brasseur           | RN                       | RN                       | 1 125        | 15,28        |             |             |
|                          | Émilie Maillard          | RN                       | RN                       | 1 125        | 15,28        |             |             |
|                          |                          |                          |                          |              |              |             |             |
| Suffrages exprimés       | Suffrages exprimés       | Suffrages exprimés       | Suffrages exprimés       | 7 361        | 95,78        | 7 524       | 94,94       |
| Votes blancs             | Votes blancs             | Votes blancs             | Votes blancs             | 186          | 2,42         | 238         | 3,00        |
| Votes nuls               | Votes nuls               | Votes nuls               | Votes nuls               | 138          | 1,80         | 163         | 2,06        |
| Total                    | Total                    | Total                    | Total                    | 7 685        | 100          | 7 925       | 100         |
| Abstention               | Abstention               | Abstention               | Abstention               | 12 297       | 61,54        | 12 056      | 60,34       |
| Inscrits / participation | Inscrits / participation | Inscrits / participation | Inscrits / participation | 19 982       | 38,46        | 19 981      | 39,66       |

### Canton d'Hérouville-Saint-Clair
| Candidats                | Candidats                    | Partis                   | Nuance                   | Premier tour | Premier tour | Second tour | Second tour |
| Candidats                | Candidats                    | Partis                   | Nuance                   | Voix         | %            | Voix        | %           |
| ------------------------ | ---------------------------- | ------------------------ | ------------------------ | ------------ | ------------ | ----------- | ----------- |
|                          | Erwann Bernet                | MoDem                    | DIV                      | 1 994        | 43,85        | 2 364       | 49,08       |
|                          | Gwladys Huard                | DVC                      | DIV                      | 1 994        | 43,85        | 2 364       | 49,08       |
|                          | Elise Cassetto-Gadrat        | DVG                      | DVG                      | 1 844        | 40,55        | 2 453       | 50,92       |
|                          | Steve Lechangeur             | DVG                      | DVG                      | 1 844        | 40,55        | 2 453       | 50,92       |
|                          | Karinne Gualbert             | LFI                      | FI                       | 501          | 11,02        |             |             |
|                          | Jules Joseph-Geneslay        | LFI                      | FI                       | 501          | 11,02        |             |             |
|                          | Issiana Le Gressus-Aït-Tayeb | UDMF                     | DIV                      | 208          | 4,57         |             |             |
|                          | Donald Eone                  | UDMF                     | DIV                      | 208          | 4,57         |             |             |
|                          |                              |                          |                          |              |              |             |             |
| Suffrages exprimés       | Suffrages exprimés           | Suffrages exprimés       | Suffrages exprimés       | 4 547        | 93,02        | 4 817       | 94,36       |
| Votes blancs             | Votes blancs                 | Votes blancs             | Votes blancs             | 149          | 3,05         | 111         | 3,78        |
| Votes nuls               | Votes nuls                   | Votes nuls               | Votes nuls               | 192          | 3,93         | 177         | 3,35        |
| Total                    | Total                        | Total                    | Total                    | 4 888        | 100          | 5 105       | 100         |
| Abstention               | Abstention                   | Abstention               | Abstention               | 12 178       | 71,36        | 11 962      | 70,09       |
| Inscrits / participation | Inscrits / participation     | Inscrits / participation | Inscrits / participation | 17 066       | 28,64        | 17 067      | 29,91       |

### Canton du Hom
| Candidats                | Candidats                | Partis                   | Nuance                   | Premier tour | Premier tour | Second tour | Second tour |
| Candidats                | Candidats                | Partis                   | Nuance                   | Voix         | %            | Voix        | %           |
| ------------------------ | ------------------------ | ------------------------ | ------------------------ | ------------ | ------------ | ----------- | ----------- |
|                          | Bruno François           | DVD                      | DIV                      | 2 263        | 37,58        | 3 320       | 59,80       |
|                          | Sylvie Jacq              | DVD                      | DIV                      | 2 263        | 37,58        | 3 320       | 59,80       |
|                          | Guy Bouillard            | G.s                      | DVG                      | 1 602        | 26,60        | 2 232       | 40,20       |
|                          | Marine Brion             | PS                       | DVG                      | 1 602        | 26,60        | 2 232       | 40,20       |
|                          | Florent Gastin           | RN                       | RN                       | 1 182        | 19,63        |             |             |
|                          | Alison Schaumloeffel     | RN                       | RN                       | 1 182        | 19,63        |             |             |
|                          | François Besnard         | DIV                      | DIV                      | 975          | 16,19        |             |             |
|                          | Elisabeth Mailloux       | DIV                      | DIV                      | 975          | 16,19        |             |             |
|                          |                          |                          |                          |              |              |             |             |
| Suffrages exprimés       | Suffrages exprimés       | Suffrages exprimés       | Suffrages exprimés       | 6 022        | 94,03        | 5 552       | 91,03       |
| Votes blancs             | Votes blancs             | Votes blancs             | Votes blancs             | 204          | 3,19         | 343         | 5,62        |
| Votes nuls               | Votes nuls               | Votes nuls               | Votes nuls               | 178          | 2,78         | 204         | 3,34        |
| Total                    | Total                    | Total                    | Total                    | 6 404        | 100          | 6 099       | 100         |
| Abstention               | Abstention               | Abstention               | Abstention               | 11 166       | 63,55        | 11 473      | 65,29       |
| Inscrits / participation | Inscrits / participation | Inscrits / participation | Inscrits / participation | 17 570       | 36,45        | 17 572      | 34,71       |

### Canton de Honfleur-Deauville
| Candidats                | Candidats                | Partis                   | Nuance                   | Premier tour | Premier tour | Second tour | Second tour |
| Candidats                | Candidats                | Partis                   | Nuance                   | Voix         | %            | Voix        | %           |
| ------------------------ | ------------------------ | ------------------------ | ------------------------ | ------------ | ------------ | ----------- | ----------- |
|                          | Michel Lamarre           | DVD                      | DVD                      | 4 474        | 62,93        | 5 460       | 78,94       |
|                          | Colette Nouvel-Rousselot | DVD                      | DVD                      | 4 474        | 62,93        | 5 460       | 78,94       |
|                          | Djessy Lemyre            | RN                       | RN                       | 1 345        | 18,92        | 1 457       | 21,06       |
|                          | Sandrine Reboulet        | RN                       | RN                       | 1 345        | 18,92        | 1 457       | 21,06       |
|                          | Jean-Baptiste de Sales   | PCF                      | UG                       | 1 291        | 18,16        |             |             |
|                          | Françoise Haley          | DVG                      | UG                       | 1 291        | 18,16        |             |             |
|                          |                          |                          |                          |              |              |             |             |
| Suffrages exprimés       | Suffrages exprimés       | Suffrages exprimés       | Suffrages exprimés       | 7 110        | 96,11        | 6 917       | 93,41       |
| Votes blancs             | Votes blancs             | Votes blancs             | Votes blancs             | 191          | 2,58         | 329         | 4,44        |
| Votes nuls               | Votes nuls               | Votes nuls               | Votes nuls               | 97           | 1,31         | 159         | 2,15        |
| Total                    | Total                    | Total                    | Total                    | 7 398        | 100          | 7 405       | 100         |
| Abstention               | Abstention               | Abstention               | Abstention               | 16 613       | 69,19        | 16 609      | 69,16       |
| Inscrits / participation | Inscrits / participation | Inscrits / participation | Inscrits / participation | 24 011       | 30,81        | 24 014      | 30,84       |

### Canton d'Ifs
| Candidats                | Candidats                | Partis                   | Nuance                   | Premier tour | Premier tour | Second tour | Second tour |
| Candidats                | Candidats                | Partis                   | Nuance                   | Voix         | %            | Voix        | %           |
| ------------------------ | ------------------------ | ------------------------ | ------------------------ | ------------ | ------------ | ----------- | ----------- |
|                          | Édith Heuzé              | PS                       | UG                       | 2 688        | 37,43        | 3 564       | 51,73       |
|                          | Joël Jeanne              | PCF                      | UG                       | 2 688        | 37,43        | 3 564       | 51,73       |
|                          | Hélène Burgat            | DVG                      | DVG                      | 1 804        | 25,12        | 3 326       | 48,27       |
|                          | Bertrand Havard          | DVG                      | DVG                      | 1 804        | 25,12        | 3 326       | 48,27       |
|                          | Catherine Levesque       | DVD                      | DIV                      | 1 678        | 23,36        |             |             |
|                          | Michel Patard-Legendre   | DVD                      | DIV                      | 1 678        | 23,36        |             |             |
|                          | Céline Deslandes         | RN                       | RN                       | 1 012        | 14,09        |             |             |
|                          | Pascal Voisin            | RN                       | RN                       | 1 012        | 14,09        |             |             |
|                          |                          |                          |                          |              |              |             |             |
| Suffrages exprimés       | Suffrages exprimés       | Suffrages exprimés       | Suffrages exprimés       | 7 182        | 96,65        | 6 890       | 92,01       |
| Votes blancs             | Votes blancs             | Votes blancs             | Votes blancs             | 159          | 2,14         | 402         | 5,37        |
| Votes nuls               | Votes nuls               | Votes nuls               | Votes nuls               | 90           | 1,21         | 196         | 2,62        |
| Total                    | Total                    | Total                    | Total                    | 7 431        | 100          | 7 488       | 100         |
| Abstention               | Abstention               | Abstention               | Abstention               | 14 879       | 66,69        | 14 828      | 66,45       |
| Inscrits / participation | Inscrits / participation | Inscrits / participation | Inscrits / participation | 22 310       | 33,31        | 22 316      | 33,55       |

### Canton de Lisieux
| Candidats                | Candidats                | Partis                   | Nuance                   | Premier tour | Premier tour | Second tour | Second tour |
| Candidats                | Candidats                | Partis                   | Nuance                   | Voix         | %            | Voix        | %           |
| ------------------------ | ------------------------ | ------------------------ | ------------------------ | ------------ | ------------ | ----------- | ----------- |
|                          | Sébastien Leclerc        | LR                       | UD                       | 2 955        | 56,64        | 3 684       | 70,57       |
|                          | Angélique Périni         | DVD                      | UD                       | 2 955        | 56,64        | 3 684       | 70,57       |
|                          | Angélique Havard         | DVG                      | UGE                      | 942          | 18,06        | 1 536       | 29,43       |
|                          | Olivier Truffaut         | PS                       | UGE                      | 942          | 18,06        | 1 536       | 29,43       |
|                          | Emmanuel Norbert-Couade  | RN                       | RN                       | 895          | 17,16        |             |             |
|                          | Alexandra Voisin         | RN                       | RN                       | 895          | 17,16        |             |             |
|                          | Anne-Marie Bucco         | PCF                      | COM                      | 249          | 4,77         |             |             |
|                          | Philippe Legrand         | PCF                      | COM                      | 249          | 4,77         |             |             |
|                          | Alain Angelini           | DIV                      | DIV                      | 176          | 3,37         |             |             |
|                          | Gisèle Delamare          | DIV                      | DIV                      | 176          | 3,37         |             |             |
|                          |                          |                          |                          |              |              |             |             |
| Suffrages exprimés       | Suffrages exprimés       | Suffrages exprimés       | Suffrages exprimés       | 5 217        | 95,85        | 5 220       | 93,78       |
| Votes blancs             | Votes blancs             | Votes blancs             | Votes blancs             | 152          | 2,79         | 223         | 4,01        |
| Votes nuls               | Votes nuls               | Votes nuls               | Votes nuls               | 74           | 1,36         | 123         | 2,21        |
| Total                    | Total                    | Total                    | Total                    | 5 443        | 100          | 5 566       | 100         |
| Abstention               | Abstention               | Abstention               | Abstention               | 12 603       | 69,84        | 12 481      | 69,16       |
| Inscrits / participation | Inscrits / participation | Inscrits / participation | Inscrits / participation | 18 046       | 30,16        | 18 047      | 30,84       |

### Canton de Livarot-Pays-d'Auge
| Candidats                | Candidats                 | Partis                   | Nuance                   | Premier tour | Premier tour | Second tour | Second tour |
| Candidats                | Candidats                 | Partis                   | Nuance                   | Voix         | %            | Voix        | %           |
| ------------------------ | ------------------------- | ------------------------ | ------------------------ | ------------ | ------------ | ----------- | ----------- |
|                          | Olivier Anfry             | DVD                      | DVC                      | 1 993        | 37,73        | 2 955       | 54,35       |
|                          | Vanessa Bonhomme Duchemin | DVD                      | DVC                      | 1 993        | 37,73        | 2 955       | 54,35       |
|                          | Jonathan Blin             | DVD                      | DIV                      | 1 646        | 31,16        | 2 482       | 45,65       |
|                          | Véronique Maymaud         | DVD                      | DIV                      | 1 646        | 31,16        | 2 482       | 45,65       |
|                          | Jean-Claude Aubril        | RN                       | RN                       | 943          | 17,85        |             |             |
|                          | Isabelle Wasicek          | RN                       | RN                       | 943          | 17,85        |             |             |
|                          | Daniel Guilbert           | G.s                      | UGE                      | 700          | 13,25        |             |             |
|                          | Sonia Sainson             | G.s                      | UGE                      | 700          | 13,25        |             |             |
|                          |                           |                          |                          |              |              |             |             |
| Suffrages exprimés       | Suffrages exprimés        | Suffrages exprimés       | Suffrages exprimés       | 5 282        | 96,23        | 5 437       | 92,45       |
| Votes blancs             | Votes blancs              | Votes blancs             | Votes blancs             | 124          | 2,26         | 342         | 5,82        |
| Votes nuls               | Votes nuls                | Votes nuls               | Votes nuls               | 83           | 1,51         | 102         | 1,73        |
| Total                    | Total                     | Total                    | Total                    | 5 489        | 100          | 5 881       | 100         |
| Abstention               | Abstention                | Abstention               | Abstention               | 11 231       | 67,17        | 10 841      | 64,83       |
| Inscrits / participation | Inscrits / participation  | Inscrits / participation | Inscrits / participation | 16 720       | 32,83        | 16 722      | 35,17       |

### Canton de Mézidon Vallée d'Auge
| Candidats                | Candidats                | Partis                   | Nuance                   | Premier tour | Premier tour | Second tour | Second tour |
| Candidats                | Candidats                | Partis                   | Nuance                   | Voix         | %            | Voix        | %           |
| ------------------------ | ------------------------ | ------------------------ | ------------------------ | ------------ | ------------ | ----------- | ----------- |
|                          | François Aubey           | PS                       | DVC                      | 2 488        | 37,03        | 3 347       | 47,90       |
|                          | Sylvie Freemans          | DVG                      | DVC                      | 2 488        | 37,03        | 3 347       | 47,90       |
|                          | Xavier Charles           | UDI                      | DVD                      | 2 395        | 35,65        | 3 640       | 52,10       |
|                          | Alexandra Marivingt      | DVD                      | DVD                      | 2 395        | 35,65        | 3 640       | 52,10       |
|                          | Loïs Edon                | RN                       | RN                       | 1 145        | 17,04        |             |             |
|                          | Véronique Théault        | RN                       | RN                       | 1 145        | 17,04        |             |             |
|                          | Tristan Broz             | PCF                      | UGE                      | 690          | 10,27        |             |             |
|                          | Marie-André Queste       | DVG                      | UGE                      | 690          | 10,27        |             |             |
|                          |                          |                          |                          |              |              |             |             |
| Suffrages exprimés       | Suffrages exprimés       | Suffrages exprimés       | Suffrages exprimés       | 6 718        | 96,65        | 6 987       | 94,38       |
| Votes blancs             | Votes blancs             | Votes blancs             | Votes blancs             | 145          | 2,09         | 281         | 3,80        |
| Votes nuls               | Votes nuls               | Votes nuls               | Votes nuls               | 88           | 1,27         | 135         | 1,82        |
| Total                    | Total                    | Total                    | Total                    | 6 951        | 100          | 7 403       | 100         |
| Abstention               | Abstention               | Abstention               | Abstention               | 11 816       | 62,96        | 11 335      | 60,49       |
| Inscrits / participation | Inscrits / participation | Inscrits / participation | Inscrits / participation | 18 767       | 37,04        | 18 738      | 39,51       |

### Canton des Monts d'Aunay
| Candidats                | Candidats                | Partis                   | Nuance                   | Premier tour | Premier tour | Second tour | Second tour |
| Candidats                | Candidats                | Partis                   | Nuance                   | Voix         | %            | Voix        | %           |
| ------------------------ | ------------------------ | ------------------------ | ------------------------ | ------------ | ------------ | ----------- | ----------- |
|                          | Christian Hauret         | DVD                      | DVD                      | 2 402        | 42,81        | 2 947       | 55,23       |
|                          | Sylvie Lenourrichel      | DVD                      | DVD                      | 2 402        | 42,81        | 2 947       | 55,23       |
|                          | Estelle Duval            | DVC                      | DVC                      | 1 907        | 33,99        | 2 389       | 44,77       |
|                          | Patrick Saint-Lô         | MoDem                    | DVC                      | 1 907        | 33,99        | 2 389       | 44,77       |
|                          | Chantal Henry            | RN                       | RN                       | 1 302        | 23,20        |             |             |
|                          | Philippe Monfort         | RN                       | RN                       | 1 302        | 23,20        |             |             |
|                          |                          |                          |                          |              |              |             |             |
| Suffrages exprimés       | Suffrages exprimés       | Suffrages exprimés       | Suffrages exprimés       | 5 611        | 92,81        | 5 336       | 90,58       |
| Votes blancs             | Votes blancs             | Votes blancs             | Votes blancs             | 290          | 4,80         | 368         | 6,25        |
| Votes nuls               | Votes nuls               | Votes nuls               | Votes nuls               | 145          | 2,40         | 187         | 3,17        |
| Total                    | Total                    | Total                    | Total                    | 6 046        | 100          | 5 891       | 100         |
| Abstention               | Abstention               | Abstention               | Abstention               | 12 447       | 67,31        | 12 608      | 68,16       |
| Inscrits / participation | Inscrits / participation | Inscrits / participation | Inscrits / participation | 18 493       | 32,69        | 18 499      | 31,84       |

### Canton d'Ouistreham
| Candidats                | Candidats                | Partis                   | Nuance                   | Premier tour | Premier tour | Second tour | Second tour |
| Candidats                | Candidats                | Partis                   | Nuance                   | Voix         | %            | Voix        | %           |
| ------------------------ | ------------------------ | ------------------------ | ------------------------ | ------------ | ------------ | ----------- | ----------- |
|                          | Christine Even           | DVD                      | DVD                      | 2 927        | 29,22        | 5 184       | 52,67       |
|                          | Michel Fricout           | LR                       | DVD                      | 2 927        | 29,22        | 5 184       | 52,67       |
|                          | Sophie Börner            | EÉLV                     | UGE                      | 2 656        | 26,51        | 4 658       | 47,33       |
|                          | Arthur Delaporte         | PS                       | UGE                      | 2 656        | 26,51        | 4 658       | 47,33       |
|                          | Clémentine Le Marrec     | DVG                      | DVG                      | 2 051        | 20,47        |             |             |
|                          | Dominique Régeard        | DVG                      | DVG                      | 2 051        | 20,47        |             |             |
|                          | Jean-Yves Bozec          | RN                       | RN                       | 1 452        | 14,49        |             |             |
|                          | Josseline Liban          | RN                       | RN                       | 1 452        | 14,49        |             |             |
|                          | Frédéric Loinard         | DIV                      | DIV                      | 932          | 9,30         |             |             |
|                          | Corinne Sourbets         | DIV                      | DIV                      | 932          | 9,30         |             |             |
|                          |                          |                          |                          |              |              |             |             |
| Suffrages exprimés       | Suffrages exprimés       | Suffrages exprimés       | Suffrages exprimés       | 10 018       | 96,45        | 9 842       | 93,45       |
| Votes blancs             | Votes blancs             | Votes blancs             | Votes blancs             | 249          | 2,40         | 449         | 4,26        |
| Votes nuls               | Votes nuls               | Votes nuls               | Votes nuls               | 120          | 1,16         | 241         | 2,29        |
| Total                    | Total                    | Total                    | Total                    | 10 387       | 100          | 10 532      | 100         |
| Abstention               | Abstention               | Abstention               | Abstention               | 17 642       | 62,94        | 17 536      | 62,48       |
| Inscrits / participation | Inscrits / participation | Inscrits / participation | Inscrits / participation | 28 029       | 37,06        | 28 068      | 37,52       |

### Canton de Pont-l'Évêque
| Candidats                | Candidats                | Partis                   | Nuance                   | Premier tour | Premier tour | Second tour | Second tour |
| Candidats                | Candidats                | Partis                   | Nuance                   | Voix         | %            | Voix        | %           |
| ------------------------ | ------------------------ | ------------------------ | ------------------------ | ------------ | ------------ | ----------- | ----------- |
|                          | Hubert Courseaux         | DVD                      | DVD                      | 5 002        | 60,88        | 6 062       | 77,57       |
|                          | Audrey Gadenne           | UDI                      | DVD                      | 5 002        | 60,88        | 6 062       | 77,57       |
|                          | Hélène David             | RN                       | RN                       | 1 785        | 21,73        | 1 753       | 22,43       |
|                          | Nikolaj Palahniuk        | RN                       | RN                       | 1 785        | 21,73        | 1 753       | 22,43       |
|                          | Benoît Horvais           | EÉLV                     | ECO                      | 1 429        | 17,39        |             |             |
|                          | Emmanuelle Mrozek        | EÉLV                     | ECO                      | 1 429        | 17,39        |             |             |
|                          |                          |                          |                          |              |              |             |             |
| Suffrages exprimés       | Suffrages exprimés       | Suffrages exprimés       | Suffrages exprimés       | 8 216        | 96,13        | 7 815       | 94,09       |
| Votes blancs             | Votes blancs             | Votes blancs             | Votes blancs             | 196          | 2,29         | 349         | 4,20        |
| Votes nuls               | Votes nuls               | Votes nuls               | Votes nuls               | 135          | 1,58         | 142         | 1,71        |
| Total                    | Total                    | Total                    | Total                    | 8 547        | 100          | 8 306       | 100         |
| Abstention               | Abstention               | Abstention               | Abstention               | 15 303       | 64,16        | 15 548      | 65,18       |
| Inscrits / participation | Inscrits / participation | Inscrits / participation | Inscrits / participation | 23 850       | 35,84        | 23 854      | 34,82       |

### Canton de Thue et Mue
| Candidats                | Candidats                | Partis                   | Nuance                   | Premier tour | Premier tour | Second tour | Second tour |
| Candidats                | Candidats                | Partis                   | Nuance                   | Voix         | %            | Voix        | %           |
| ------------------------ | ------------------------ | ------------------------ | ------------------------ | ------------ | ------------ | ----------- | ----------- |
|                          | Nathalie Rivière         | DVG                      | UGE                      | 2 331        | 32,55        | 3 453       | 48,91       |
|                          | François Touyon          | PCF                      | UGE                      | 2 331        | 32,55        | 3 453       | 48,91       |
|                          | Philippe Laurent         | LR                       | DVD                      | 1 437        | 20,07        | 3 607       | 51,09       |
|                          | Myriam Letellier         | DVD                      | DVD                      | 1 437        | 20,07        | 3 607       | 51,09       |
|                          | Véronique Martinez       | LR                       | DVD                      | 1 392        | 19,44        |             |             |
|                          | Cyrille Mauduit          | DVD                      | DVD                      | 1 392        | 19,44        |             |             |
|                          | Gilles Eury              | RN                       | RN                       | 1 180        | 16,48        |             |             |
|                          | Laureen Fremont          | RN                       | RN                       | 1 180        | 16,48        |             |             |
|                          | Benoît Demoulière        | DVC                      | DIV                      | 821          | 11,46        |             |             |
|                          | Geneviève Sirisier       | DVC                      | DIV                      | 821          | 11,46        |             |             |
|                          |                          |                          |                          |              |              |             |             |
| Suffrages exprimés       | Suffrages exprimés       | Suffrages exprimés       | Suffrages exprimés       | 7 161        | 95,00        | 7 060       | 92,46       |
| Votes blancs             | Votes blancs             | Votes blancs             | Votes blancs             | 290          | 3,85         | 376         | 4,92        |
| Votes nuls               | Votes nuls               | Votes nuls               | Votes nuls               | 87           | 1,15         | 200         | 2,62        |
| Total                    | Total                    | Total                    | Total                    | 7 538        | 100          | 7 636       | 100         |
| Abstention               | Abstention               | Abstention               | Abstention               | 14 053       | 65,09        | 13 942      | 64,61       |
| Inscrits / participation | Inscrits / participation | Inscrits / participation | Inscrits / participation | 21 591       | 34,91        | 21 578      | 35,39       |

### Canton de Trévières
| Candidats                | Candidats                | Partis                   | Nuance                   | Premier tour | Premier tour | Second tour | Second tour |
| Candidats                | Candidats                | Partis                   | Nuance                   | Voix         | %            | Voix        | %           |
| ------------------------ | ------------------------ | ------------------------ | ------------------------ | ------------ | ------------ | ----------- | ----------- |
|                          | Patricia Gady Duquesne   | DVD                      | DVD                      | 4 023        | 66,77        | 4 085       | 68,43       |
|                          | Patrick Thomines         | LR                       | DVD                      | 4 023        | 66,77        | 4 085       | 68,43       |
|                          | Philippe Chapron         | RN                       | RN                       | 2 002        | 33,23        | 1 885       | 31,57       |
|                          | Martine Vilmet           | RN                       | RN                       | 2 002        | 33,23        | 1 885       | 31,57       |
|                          |                          |                          |                          |              |              |             |             |
| Suffrages exprimés       | Suffrages exprimés       | Suffrages exprimés       | Suffrages exprimés       | 6 025        | 91,25        | 5 970       | 92,19       |
| Votes blancs             | Votes blancs             | Votes blancs             | Votes blancs             | 423          | 6,41         | 354         | 5,47        |
| Votes nuls               | Votes nuls               | Votes nuls               | Votes nuls               | 155          | 2,35         | 152         | 2,35        |
| Total                    | Total                    | Total                    | Total                    | 6 603        | 100          | 6 476       | 100         |
| Abstention               | Abstention               | Abstention               | Abstention               | 13 914       | 67,82        | 14 035      | 68,43       |
| Inscrits / participation | Inscrits / participation | Inscrits / participation | Inscrits / participation | 20 517       | 32,18        | 20 511      | 31,57       |

### Canton de Troarn
| Candidats                | Candidats                | Partis                   | Nuance                   | Premier tour | Premier tour | Second tour | Second tour |
| Candidats                | Candidats                | Partis                   | Nuance                   | Voix         | %            | Voix        | %           |
| ------------------------ | ------------------------ | ------------------------ | ------------------------ | ------------ | ------------ | ----------- | ----------- |
|                          | Stéphane Amilcar         | PS                       | UGE                      | 2 128        | 31,18        | 2 950       | 46,37       |
|                          | Julie Lecoq              | EÉLV                     | UGE                      | 2 128        | 31,18        | 2 950       | 46,37       |
|                          | Angélique Lemière        | DVG                      | DVC                      | 2 097        | 30,73        | 3 412       | 53,63       |
|                          | Ludovic Robert           | DVG                      | DVC                      | 2 097        | 30,73        | 3 412       | 53,63       |
|                          | Claudine Gingois         | RN                       | RN                       | 1 585        | 23,23        |             |             |
|                          | Serge Lepelletier        | RN                       | RN                       | 1 585        | 23,23        |             |             |
|                          | Isabelle Demoy-Porcq     | DVG                      | DIV                      | 1 014        | 14,86        |             |             |
|                          | Christophe Lemarchand    | DVG                      | DIV                      | 1 014        | 14,86        |             |             |
|                          |                          |                          |                          |              |              |             |             |
| Suffrages exprimés       | Suffrages exprimés       | Suffrages exprimés       | Suffrages exprimés       | 6 824        | 94,48        | 6 362       | 90,95       |
| Votes blancs             | Votes blancs             | Votes blancs             | Votes blancs             | 259          | 3,59         | 397         | 5,68        |
| Votes nuls               | Votes nuls               | Votes nuls               | Votes nuls               | 140          | 1,94         | 236         | 3,37        |
| Total                    | Total                    | Total                    | Total                    | 7 223        | 100          | 6 995       | 100         |
| Abstention               | Abstention               | Abstention               | Abstention               | 15 194       | 67,78        | 15 430      | 68,81       |
| Inscrits / participation | Inscrits / participation | Inscrits / participation | Inscrits / participation | 22 417       | 32,22        | 22 425      | 31,19       |

### Canton de Vire Normandie
| Candidats                | Candidats                | Partis                   | Nuance                   | Premier tour | Premier tour | Second tour | Second tour |
| Candidats                | Candidats                | Partis                   | Nuance                   | Voix         | %            | Voix        | %           |
| ------------------------ | ------------------------ | ------------------------ | ------------------------ | ------------ | ------------ | ----------- | ----------- |
|                          | Marc Andreu Sabater      | LREM                     | DVC                      | 2 241        | 40,60        | 2 871       | 53,82       |
|                          | Coraline Brison-Valognes | DVG                      | DVC                      | 2 241        | 40,60        | 2 871       | 53,82       |
|                          | Christelle Lefranc       | DVD                      | DVD                      | 1 651        | 29,91        | 2 463       | 46,18       |
|                          | Pascal Martin            | Agir                     | DVD                      | 1 651        | 29,91        | 2 463       | 46,18       |
|                          | Linda Bedouet            | DVG                      | DVG                      | 853          | 15,45        |             |             |
|                          | Gaëtan Prévert           | DVG                      | DVG                      | 853          | 15,45        |             |             |
|                          | Jean-Philippe Roy        | RN                       | RN                       | 775          | 14,04        |             |             |
|                          | Colette Serre            | RN                       | RN                       | 775          | 14,04        |             |             |
|                          |                          |                          |                          |              |              |             |             |
| Suffrages exprimés       | Suffrages exprimés       | Suffrages exprimés       | Suffrages exprimés       | 5 520        | 95,40        | 5 334       | 91,45       |
| Votes blancs             | Votes blancs             | Votes blancs             | Votes blancs             | 150          | 2,59         | 316         | 5,42        |
| Votes nuls               | Votes nuls               | Votes nuls               | Votes nuls               | 116          | 2,00         | 183         | 3,14        |
| Total                    | Total                    | Total                    | Total                    | 5 786        | 100          | 5 833       | 100         |
| Abstention               | Abstention               | Abstention               | Abstention               | 12 189       | 97,81        | 12 249      | 67,74       |
| Inscrits / participation | Inscrits / participation | Inscrits / participation | Inscrits / participation | 17 975       | 32,19        | 18 082      | 32,26       |